# Campyloneurus brevistriolatus
Campyloneurus brevistriolatus är en stekelart som beskrevs av Cameron 1911. Campyloneurus brevistriolatus ingår i släktet Campyloneurus och familjen bracksteklar. Inga underarter finns listade.